# M/B "Svjetionik"
M/B "Svjetionik", jedan od četiri Plovputovih motornih brodova-radionica. M/B "Svjetionik" je specijaliziran za izvođenje hidrograđevinskih radova za izgradnju novih i sanaciju postojećih objekata sigurnosti plovidbe. 
Izgrađen je 1987. godine u Inkobrod-u Korčula. Brod je dužine 32,80 m, širine 9,50 m i gaz 2,10 m.  Nosivost mu je 137 tona, bruto tonaža 306 T. i kreće se brzninom od 8,0 čvorova.
Brod ima 10 članova posade, a uz njih na brodu je cijelo vrijeme prisutna i ronilačka ekipa sa svom opremom za podvodne radove. Opremljen je i svim potebnim sustavom za navigaciju u koju su uključeni radar, GPS, ploter, magnetski kompas, dubinomjer i brzinomjer.